# Itaara
Itaara är en kommun i Brasilien.   Den ligger i delstaten Rio Grande do Sul, i den södra delen av landet, 1 600 km söder om huvudstaden Brasília. Antalet invånare är 5 011.
I omgivningarna runt Itaara växer huvudsakligen savannskog. Runt Itaara är det ganska glesbefolkat, med 23 invånare per kvadratkilometer.